# Hasselbjörnbär
Hasselbjörnbär (Rubus wahlbergii) är en rosväxtart som beskrevs av Arrhen.. Hasselbjörnbär ingår i släktet rubusar, och familjen rosväxter. Inga underarter finns listade i Catalogue of Life.